# Amboroa
Amboroa es un género de plantas perteneciente a la familia Asteraceae. Comprende 2 especies descritas y aceptadas.

## Taxonomía
El género fue descrito por Ángel Lulio Cabrera y publicado en Boletín de la Sociedad Argentina de Botánica 6: 91. 1956.

## Especies aceptadas
A continuación se brinda un listado de las especies del género Amboroa aceptadas hasta junio de 2012, ordenadas alfabéticamente. Para cada una se indica el nombre binomial seguido del autor, abreviado según las convenciones y usos.
- Amboroa geminata Cabrera
- Amboroa wurdackii R.M.King & H.Rob.